# Episodi di Un'altra vita
Gli episodi della miniserie televisiva Un'altra vita sono stati trasmessi su Rai 1 dall'11 settembre al 14 ottobre 2014.
| Nº | Titolo italiano | Prima TV Italia   |
| -- | --------------- | ----------------- |
| 1  | Prima puntata   | 11 settembre 2014 |
| 2  | Seconda puntata | 18 settembre 2014 |
| 3  | Terza puntata   | 23 settembre 2014 |
| 4  | Quarta puntata  | 30 settembre 2014 |
| 5  | Quinta puntata  | 7 ottobre 2014    |
| 6  | Sesta puntata   | 14 ottobre 2014   |

## Prima puntata
Emma è una donna fortunata che ha tutto: vive a Milano con una bella famiglia, un bel marito e la ricchezza. All'improvviso però la sua vita va in frantumi. Il giorno del compleanno della figlia minore Camilla, il marito Pietro, direttore dell'ospedale dove la donna lavora come medico, viene arrestato per aver ricevuto tangenti e favori da alcune case farmaceutiche e per aver assunto personale non qualificato. Inoltre una delle anestesiste non qualificate, in seguito scopertasi anche amante di Pietro, era stata la diretta causa della morte di un paziente. Per Emma è un duro colpo, anche sul piano personale, e la donna decide con coraggio di iniziare una nuova vita: abbandona gli agi e le comodità della vita borghese per trasferirsi insieme alle tre figlie da Milano all'isola di Ponza, dove inizia a lavorare come medico di famiglia presso il poliambulatorio dell'isola.
La narrazione degli eventi inizia proprio dallo sbarco della dottoressa e delle figlie sull'isola. Tutto ciò che riguarda i precedenti accadimenti nel capoluogo lombardo viene mostrato via via nel corso della serie sotto forma di flashback nei pensieri di Emma.
L'accoglienza per le quattro protagoniste non è delle migliori: esse sono infatti delle sconosciute e quindi inizialmente malviste dagli abitanti dell'isola, compresi i due colleghi dottori di Emma. Gli unici a mostrare un po' di gentilezza nei loro confronti sono Giuseppe e la moglie incinta Silvia, proprietari del negozio di alimentari dove la famiglia si rifornisce. Inoltre Emma deve affrontare contemporaneamente due situazioni difficili: la diffidenza degli abitanti, che non vogliono farsi visitare da lei, e l'ostilità della figlia maggiore Giulia, che trasferendosi ha dovuto lasciare il fidanzato e quindi è arrabbiata con la madre. Per fortuna la donna può contare sul sostegno delle figlie minori, Margherita e Camilla. La situazione si sblocca quando Emma e Giulia aiutano Silvia, impossibilitata ad andare in ospedale, a far nascere la sua bambina. Questo evento cambia il giudizio degli isolani, che adesso si fidano di lei e diventano suoi pazienti, e la riavvicina anche a Giulia.
Nel frattempo la dottoressa conosce Antonio, un uomo bello e misterioso che ogni mattina fa il bagno in mare proprio vicino a casa di Emma, il quale attira subito la sua attenzione. Anche Antonio è attratto da lei, ma nasconde un segreto: egli vive nella villa che tutti gli abitanti dell'isola evitano, in cui si nasconde qualcosa.
- Altri interpreti: Lucianna De Falco (insegnante di Giulia e Margherita)
- Ascolti: 6 116 000 spettatori pari al 25.5% di share

## Seconda puntata
Emma e le figlie si stanno adattando alla vita sull'isola, ma tutto si complica quando sul giornale viene svelata la verità sulla situazione di Pietro e di Emma stessa, che ormai non può che subire le occhiate indiscrete e diffidenti della gente locale, in particolare di Mary, moglie del suo collega di lavoro Silverio. Tuttavia Emma riuscirà a farsela amica. A sorpresa, giunge nell'isola Elvira, suocera di Emma, che sembra intenzionata ad aiutare la sua famiglia. In realtà la donna vuole convincere la nuora a tornare a Milano.
Margherita intanto si innamora di Riccardo, un giovane dell'aeronautica del posto che la corteggia, ma il ragazzo non sembra avere buone intenzioni nei suoi confronti, e Giulia cerca di tenersi impegnata trovando un lavoro come cameriera in un ristorante vicino. Nel frattempo Emma si prende cura di Rosa, una donna che si è fatta male lavorando alla villa di Antonio. Spaventata e spinta dal marito, la donna inizialmente mente dicendo di essere caduta dalle scale di casa, ma Emma non tarda a scoprire la verità. Questo crea un'ostilità verso Antonio, ma l'attrazione reciproca è forte e i due finiscono per baciarsi. Antonio promette allora di non mentirle più, visti i suoi trascorsi matrimoniali, ma il giorno dopo Emma scoprirà una verità sconvolgente: Antonio ha una moglie di cui nessuno è a conoscenza, Anna, una donna con seri problemi, responsabile dell'incidente di Rosa, di cui l'uomo si prende cura.
- Altri interpreti: Lucianna De Falco (insegnante di Giulia e Margherita)
- Ascolti: 6 384 000 spettatori pari al 25.39% di share

## Terza puntata
Elvira cerca sempre insistentemente di riportare a Milano le nipoti ed Emma ma ella non ne vuole proprio sapere di tornare a casa; intanto per Pietro arriva una buona notizia, presto sarà scarcerato. Margherita è messa in guardia dalla sorella Giulia riguardo Riccardo il militare con cui è fidanzata ma la secondogenita la scaccia in malo modo. Giulia intanto conosce il figlio di Pia la ristoratrice: Nino. Camilla dopo aver scommesso con alcuni suoi compagni di classe entra nella villa misteriosa di Antonio e si imbatte in Anna che la chiama Sofia; Emma venuta a conoscenza del fatto rimprovera la figlia esortandola a non entrare più nelle case altrui.
Nel frattempo Antonio scopre delle fotografie della moglie ritratta insieme a una bambina e a un uomo; Emma, messa al corrente da Rosa dell'esistenza di Anna, chiede spiegazioni ad Antonio che le racconta tutto e la porta in casa per farle conoscere la donna. Maria Grazia si aggrava sempre di più a causa del suo tumore ai polmoni e proprio sul punto di morte rivela a Don Mario ciò che ha sempre provato per lui fin da quando erano ragazzi. Margherita si lascia andare tra le braccia di Riccardo sulla barca di un amico di quest'ultimo. Emma esasperata dalle continue intromissioni di Elvira nelle sue faccende familiari le chiede di lasciare la casa dove vivono. La puntata si chiude con Emma affacciata sulla scogliera di casa sua spiata da Anna, la moglie schizofrenica di Antonio.
- Ascolti: 6 152 000 spettatori pari al 24.43% di share

## Quarta puntata
Pietro sbarca sull'isola di Ponza, dopo essere uscito di prigione perché un testimone aveva ritrattato la sua testimonianza. Viene accolto calorosamente dalle figlie e da sua madre Elvira, meno da Emma che confusa dalla situazione con Antonio e delusa dai comportamenti di Pietro non riesce a fare finta di nulla e dichiara a Pietro di non aver intenzione di perdonarlo. Alla clinica arriva un giovane ragazzo arruolato nell'esercito, Giorgio, afflitto da forti dolori all'addome e con esso Riccardo. Da poche battute scambiate tra i due Emma viene a sapere che Riccardo si frequenta con sua figlia Margherita ma non sembra essere un ragazzo molto affidabile. Giorgio sembra conoscere il dott. Feola, si ricorda di averlo visto a Roma, ma questi nega con l'evidente intenzione di nascondere qualcosa.
Intanto Don Mario è in giro con i bambini per benedire le case e si reca da Antonio dove incontra Anna che inizia a chiamare Camilla con il nome di Sofia. I dolori all'addome del giovane ragazzo sono sempre più forti tanto che Emma decide di rimanere in ambulatorio anche di notte per assisterlo e chiama Pietro, a cena nel ristorante dove lavora Giulia con Margherita, Camilla e Elvira per comunicargli che non avrebbe potuto raggiungerli. Pietro decide così di portare ad Emma la cena in clinica. Per cena c'è del pesce fresco ed Emma ha un'illuminazione circa il disturbo del giovane, pensando che questi possa essere afflitto dal parassita anisakis. Si procede quindi con la cura. Pietro cerca di giustificare il suo comportamento con Emma e tenta di riallacciare i rapporti con lei, ma lei lo respinge e lo invita ad andare a casa. Nel frattempo in clinica arriva Antonio feritosi ad una mano spaventato di poter perdere Emma. I due litigano perché Antonio crede che Emma sia cambiata per l'arrivo di Pietro, ma poi si baciano. Antonio poi deve fronteggiare l'ennesima crisi avuta dalla moglie Anna, convinta di sentire dei vagiti. Antonio prova a chiamare Emma, ma questa non gli risponde volutamente. L'uomo si trova costretto a chiedere aiuto a Feola, il quale, come quasi tutti gli abitanti dell'isola, non aveva mai saputo dell'esistenza di Anna.
Giulia si dispera con Nino perché il suo ex ha un'altra e Nino la consola dicendole che Lucia non ha avuto reazioni a seguito della loro foto. Così in preda allo sconforto si ubriacano e rischiano di essere scoperti da Pietro. Il mattino successivo davanti ad una colazione in famiglia Pietro riceve una telefonata: è l'avvocato che gli comunica che deve tornare subito a Milano per il processo. Margherita sembra molto pensierosa: il ciclo tarda a venire e decide di fare il test di gravidanza. Il risultato è positivo. Decide di dirlo a Riccardo che reagisce positivamente e la tranquillizza. Pietro parte e Margherita manda un messaggio a Riccardo scrivendogli che si sente sola, Riccardo però non risponde e con la scusa che sua madre sta male lascia Ponza e Margherita da sola.
- Ascolti: 6 942 000 spettatori pari al 26.67% di share

## Quinta puntata
Appena arrivata in ambulatorio, Emma viene informata dal collega Feola della crisi avuta dalla moglie di Antonio. La dottoressa, quindi, si reca a casa di quest'ultimo, dove scopre che i due coniugi hanno una figlia, scomparsa prematuramente ed in seguito viene aggredita verbalmente da Anna che, spaventando Emma, la caccia.
Margherita, dopo aver scoperto la fuga di Riccardo, confessa prima alla sorella Giulia e poi ad Emma di essere incinta e di voler tenere il bambino. Riceve l'immediato supporto di Giulia e all'inizio Emma non è convinta perché teme che la sua gravidanza possa sconvolgerle ulteriormente la vita, ma colpita dalla sincera determinazione di Margherita alla fine decide di rispettare la scelta della figlia.
Nel frattempo a Ponza torna l'ex fidanzata storica di Nino, scatenando la gelosia di Giulia, che in un momento di rabbia confessa al ragazzo di essere innamorata di lui.
Antonio, avvilito, racconta ad Emma in confidenza della morte della figlia di appena 9 mesi, accaduta a causa di un incidente domestico.
Anna, intanto, smette di prendere i farmaci per i suoi disturbi mentali e convince Antonio a portarla a Messa con lui, con la precisa intenzione di affrontare Emma davanti a tutti. In chiesa dopo un'iniziale paura da parte dei compaesani, di fronte a tutti i presenti, maledice Emma e poi la accusa di volerle portare via il marito, scatenando così ancora di più le chiacchiere del paese.
Emma riceve una telefonata dal marito, che la ricatta suggerendole ciò che dovrà dire al processo. Dopo aver salutato Antonio, si reca a Milano.
- Ascolti: 7 730 000 spettatori pari al 30.08% di share

## Sesta puntata
Al processo, Emma stanca di mentire e di coprire il marito adultero e bugiardo, seppur diffidata da Pietro e dall'avvocato di quest'ultimo, rilascia una dichiarazione spontanea ammettendo di aver beneficiato, assieme alla famiglia, di vacanze, cene in ristoranti di lusso, uscite in negozi in cui potevano anche non pagare e costosi quadri e gioielli gratuiti e soprattutto introiti provenienti da una misteriosa e prosperosa eredità, che in realtà non era mai esistita, e per la quale lei stessa aveva firmato dei documenti sotto pressione del marito. Ammette di essere stata ingenua e riconosce la propria negligenza, pur se accompagnata dalla sua buona fede, e accetta di venire a sua volta processata, aggravando la posizione di Pietro, con il quale ha un furioso diverbio in cui gli dice che lui non esiste più per lei e che le loro figlie non hanno più bisogno di lui. Tornata sull'isola, la donna apprende da Elvira che Anna ha rapito la piccola Camilla, convinta in maniera folle e ossessiva di riconoscere in lei la figlia morta. Tutti gli abitanti di Ponza, grati a Emma, da cui tanto hanno ricevuto, si mettono alla ricerca della bambina per aiutarla.
Alla fine è Antonio a trovare la fuggitiva Anna, nei pressi un alto dirupo; quest'ultima capisce di dover rinunciare alla piccola e, vedendo Emma, cede ad una violenta crisi isterica. Nel tentativo di placarla, Antonio cade in mare dal dirupo e si ferisce gravemente, perforandosi un polmone; il pronto intervento di drenaggio dell'emorragia effettuato con coraggio, a fronte dei pochi mezzi disponibili al poliambulatorio, dalla dottoressa Guarnieri - che supera così il blocco della sala operatoria - lo sottrae alla morte. Su richiesta dell'uomo, Emma accetta di aiutare Anna, che acconsente finalmente a essere curata dalla schizofrenia e trasferita a Formia.
Giulia e Nino, intanto, si fidanzano, Margherita accoglie le attenzioni di un amico (dopo aver severamente rimproverato Riccardo per il suo comportamento da vigliacco) mentre Elvira supera ogni diffidenza nei confronti della nuora e decide finalmente di accettare le sue scelte. Antonio deve trasferirsi sulla costa per stare vicino alla moglie, ma prima della partenza passa con Emma una notte d'amore. Il giorno dopo, salutandola, promette di tornare, un giorno, ottenendo a sua volta da lei la promessa di essere atteso fino a quando più nulla li potrà separare. Emma rimane sull'isola, rattristata dall'assenza dell'amato, ma consapevole al contempo di essere riuscita a dare un'altra vita a se stessa e alle sue figlie.
- Altri interpreti: Lucianna De Falco (insegnante di Giulia e Margherita), Sebastiano Lo Monaco (giudice)
- Ascolti: 8 642 000 spettatori pari al 32.15% di share